# Alge Sachi
Alge Sachi, autrefois Supena Sodo, est un woreda de l'ouest de l'Éthiopie situé dans la zone Illubabor de la région Oromia. Il a 76 611 habitants en 2007.

## Nom
Le woreda s'appelle Supena Sodo jusqu'au début du XXe siècle. Ce nom qui signifie littéralement « Supe et Sodo » se réfère à l'actuelle localité de Suphe, ou Supe, et à une localité du nom de Sodo.
Le woreda porte désormais le nom de son centre administratif, Alge Sachi, ou Algesachi.

## Situation
Limitrophe de la zone Mirab Welega au nord, le woreda Alge Sachi est desservi par la route Metu-Gimbi.
| Nole Kaba  | Sayo Nole  | Mako  |
| Darimu     | Alge Sachi | Dega  |
| Bilo Nopha | Doreni     | Chora |

## Population
Le woreda compte 76 611 habitants au recensement national de 2007 et deux localités urbaines appelées Alge Sachi (7 354 habitants) et Suphe (4 301 habitants).
En 2022, sa population est estimée à 112 084 personnes avec une densité de population de 128 personnes par km2 et 875 km2 de superficie.